# Mick Snel
Mick Snel (Amsterdam, 13 april 1993) is een Nederlandse korfballer. Hij is een meervoudig kampioen geworden in dienst van TOP en Fortuna. Zo won hij in totaal 6 zaalkorfbaltitels, 2 veldtitels, 5 Europacups en 1 Supercup. Daarnaast won Snel 2 keer de prijs van Beste Korfballer van het Jaar.
Als speler van Oranje won hij goud op 2 WK's, 3 EK's en 2 World Games.
Snel komt uit een ware korfbalfamilie. Zowel zijn vader (Koos Snel), moeder en oudere broer speelden bij het Amsterdamse AW.DTV. Zo begon hij zelf ook bij deze club, maar hij stapte in 2010 over naar TOP. In 2021 besloot Snel over te stappen naar het Delftse Fortuna.
Sinds December 2022 is Mick Snel de regerend all-time topscorer van de Korfbal League geschiedenis.

## Spelerscarrière

### AW.DTV, Amsterdam
Snel is geboren in Amsterdam. Aangezien zijn ouders korfbalden bij AW.DTV begon hij hier ook met de sport. Snel doorliep de jeugdteams en werd in de A1 jeugd Nederlands kampioen.
In deze jeugdperiode werd Snel ook geselecteerd voor Oranje onder 16, onder 19 en onder 21
In 2009 werd Snel geselecteerd om te spelen voor de Tulips, een Nederlands gelegenheidsteam, om te spelen op de jaarlijkse Korfbal Challenge in Rotterdam.

### TOP, Sassenheim
In de zomer van 2010 stapte Snel over van AW.DTV naar TOP uit Sassenheim. 
Dit team, onder leiding van coach Hans Heemskerk wilde een bredere basis voor de toekomst leggen. Zodoende sloot in dezelfde zomer ook talent Celeste Split van KV Die Haghe zich aan bij TOP.
Het eerste seizoen (2010-2011) van Snel bij TOP was een sterk seizoen. Als debutant speelde Snel in alle wedstrijden en werd hij meteen topscoorder van het team. TOP plaatste zich zodoende voor de eerste keer in de clubhistorie in de Korfbal League voor de play-offs. In de play-off serie won TOP in 3 wedstrijden van Fortuna en plaatste zich zodoende voor de zaalfinale.
In de finale trof TOP de rivaal PKC. Deze finale ging gelijk op, maar uitgerekend Snel scoorde de laatste 2 goals waardoor de zaaltitel voor de eerste keer in de clubhistorie naar TOP ging. Snel was hiermee de held van de korfbalfinale en had meteen zijn naam gevestigd. Snel werd voor dit seizoen uitgeroepen tot "Beste Debutant van het Jaar".
In het seizoen erna, 2011-2012 mocht TOP aantreden in de Europacup van 2012. Het team won de poule-fase en won in de finale van het Belgische Boeckenberg met 22-19.
In eigen competitie kon het de zaaltitel niet prolongeren, want TOP haalde de play-offs niet. Na dit seizoen nam coach Heemskerk afscheid van de club en werd Jan Niebeek aangesteld als nieuwe coach.
In seizoen 2012-2013 haalde TOP ook geen play-offs.
In seizoen 2013-2014 was de ploeg sterker geworden, mede vanwege de aangetrokken Friso Boode en Rianne Echten. In de zaal werd de ploeg zelfs 1e in de competitie, waardoor het als titelfavoriet de play-offs in ging. TOP rekende in de play-offs af met Dalto in 2 wedstrijden en plaatste zich zodoende voor de zaalfinale. In deze finale was net als in 2011 PKC de tegenstander. In een spannende finale won TOP met 21-20. Na dit seizoen werd Snel uitgeroepen tot Beste Korfballer van het Jaar.
In het seizoen erop, 2014-2015 stond TOP wederom in de play-offs in de zaal. Nu versloeg het AKC Blauw-Wit en stond het voor het tweede jaar op rij in de zaalfinale in Ahoy. Net als in 2011 en 2013 was PKC de tegenstander. Ook deze finale ging lang gelijk op, maar uiteindelijk schoot Johannis Schot in de laatste 5 seconden PKC naar de titel. Iets later, in de veldcompetitie stonden beide teams ook in de veldfinale. Nu won TOP door PKC met 19-14 te verslaan.
In de zomer van 2015 kreeg TOP wederom versterking in het team, namelijk Barbara Brouwer. In 2015-2016 stonden TOP en PKC wederom in beide finales.
In de zaalfinale won TOP met 24-22 en in de veldfinal won PKC met 28-23. Hierdoor werden de prijzen verdeeld.
In 2016-2017 werd Snel voor de eerste keer in zijn loopbaan de topscoorder van de Korfbal League. Als titelverdediger was TOP wederom een titelfavoriet. TOP ging als 2e geplaatste de play-offs in en trof in de play-offs LDODK. LDODK werd in 2 wedstrijden verslagen waardoor TOP wederom in de zaalfinale stond. Dit maal geen PKC als tegenstander, maar AKC Blauw-Wit. TOP won de wedstrijd met 22-18. Iets later, in de veldcompetitie stonden deze 2 teams in de kruisfinale, maar Blauw-Wit haalde revanche en won. Hierdoor kreeg TOP geen kans op de veldtitel.
In het seizoen erna, 2017-2018 kreeg TOP vaker tegestand van Fortuna. Deze 2 ploegen stonden tegenover elkaar in de zaalfinale en in de kruisfinale op het veld. In de zaalfinale won TOP met 24-20 en won zo voor het derde jaar op rij de zaaltitel. Op het veld kreeg Fortuna sportieve wraak door de winnen in de kruisfinale met 22-19.
In 2018-2019 had TOP wederom een sterk jaar. De ploeg ging als nummer 1 de play-offs in en trof daar Fortuna. Ondanks dat TOP gezien werd als favoriet won Fortuna in 2 wedstrijden en werd uiteindelijk zaalkampioen. In de veldcompetitie strandde TOP in de kruisfinale tegen LDODK.
Seizoen 2019-2020 werd niet uitgespeeld vanwege COVID-19. Dat terwijl TOP al een play-off plek in de Korfbal League had bemachtigd.
In seizoen 2020-2021 begon de competitie wat later dan normaal, vanwege COVID-19. TOP werd na de reguliere competitie 2e in Poule B, waardoor het zich plaatste voor de play-offs. In de eerste play-off ronde versloeg TOP in 2 wedstrijden AKC Blauw-Wit, waardoor het een ronde verder kwam. In de 2e play-off ronde (halve finales) stuitte het echter op PKC. TOP won de eerste wedstrijd in de best-of-3 met 22-21, maar verloor de daarop volgende 2 wedstrijden. Hierdoor hield het seizoen voor TOP op in de 2e play-off ronde.
In juli 2021 maakte Snel bekend dat hij voor het volgende seizoen niet zal terugkeren bij TOP. Hiermee sluit hij een periode van 11 seizoenen bij de club af.

### Fortuna, Delft
In augustus 2021 maakte Snel bekend over te stappen naar het Delftse Fortuna.
In seizoen 2021-2022 deed Fortuna wederom goede zaken in de zaalcompetitie. Gedurdende het reguliere seizoen verloor Fortuna slechts 1 wedstrijd en plaatste zich als nummer 1 voor de play-offs. In de play-offs trof Fortuna concurrent Koog Zaandijk, maar Fortuna won in 2 wedstrijden. Hierdoor plaatste Fortuna zich voor het 4e jaar op rij voor de zaalfinale. In de finale was PKC de tegenstander. In een Ahoy, waar weer publiek bij mocht zijn, werd het een spannende wedstrijd. Fortuna won de wedstrijd met 22-21, waardoor het weer Nederlands zaalkampioen was. Snel scoorde zelf 3 goals in de finale.
In het 2e seizoen van Snel bij Fortuna (2022-2023) trok Snel een individueel record naar zich toe. In de wedstrijd tegen AKC Blauw-Wit op 18 december scoorde Snel zijn 1466e goal in de Korfbal League. Hiermee streef hij voorbij Marc Broere die tot dan toe de topscorer aller tijden was.
In seizoen 2022-2023 had Fortuna een seizoen met ups en downs. Zo speelde de ploeg gedurende de competitie maar liefst 4 keer gelijk. Uiteindelijk stond de ploeg na de reguliere competitie wel op de tweede plek, waardoor ze zich hadden geplaatst voor de play-offs. In de best-of-3 serie was DVO de tegenstander. Fortuna won de eerste wedstrijd overtuigend met 29-19, maar verloor het de tweede en derde (beslissende) wedstrijd. Hierdoor plaatste Fortuna zich niet voor de zaalfinale, waardoor het was onttroond als zaalkampioen. Al in maart 2023 (nog voor de play-offs) maakte Snel bekend dat dit zijn laatste seizoen bij Fortuna zou zijn. Hij kon zijn laatste seizoen echter niet afsluiten met de zaaltitel.
Iets later, in de veldcompetitie stond Fortuna na de reguliere competitie op de 1e plaats in de Ereklasse A. In de kruisfinale won Fortuna met 21-18 van DVO, waardoor Fortuna zich plaatste voor de veldfinale. In deze veldfinale was PKC de tegenstander. PKC won de finale met 18-13. In de wedstrijd kreeg Snel een publiekswissel in zijn laatste wedstrijd namens Fortuna.

### Return bij AW.DTV
Snel zal voor seizoen 2023-2024 deel uit maken van zijn oude club, AW.DTV.
In seizoen 2023-2024 van de Korfbal League 2 was AW.DTV opperbest. De ploeg won de reguliere competitie soeverein met 32 punten uit 18 wedstrijden (slechts 4 punten gemorst). Hierdoor ging AW.DTV als favoriet de play-offs in. Tegenstander in de best-of-3 serie was het als 4e geplaatste Unitas. AW.DTV won de eerste wedstrijd, maar verloor daarna 2 keer op rij. Hierdoor eindigde het seizoen van AW.DTV in mineur en zag het Unitas naar de Korfbal League 2 finale gaan.
In het seizoen erna, 2024-2025 eindigde AW.DTV op de 4e plaats in de Korfbal League 2. Hierdoor plaatste het zich net voor de play-offs.
In de best-of-3 serie moest AW.DTV spelen tegen de nummer 9 van de Korfbal League, HKC. Helaas voor Mick Snel verloor AW.DTV de derde (tevens) beslissende wedstrijd. Hierdoor eindigde het seizoen voor AW.DTV alsnog met lege handen.

## Oranje
Snel werd in 2010, na het winnen van de eerste Korfbal League titel voor KV TOP geselecteerd voor het het Nederlands korfbalteam. 
Eerst onder bondscoach Jan Sjouke van den Bos en later onder Wim Scholtmeijer. In 2020 werd zijn oude clubcoach Jan Niebeek de bondscoach.
Snel won goud op de onderstaande toernooien:
- WK 2011, 2015, 2019
- EK 2014, 2016, 2018, 2021
- World Games 2013, 2017

Na het EK van 2021 stopte Snel als international. Hij kwam op een totaal van 52 caps.

## Erelijst
- Nederlands kampioen zaalkorfbal, 6x (2011, 2014, 2016, 2017, 2018, 2022)
- Nederlands kampioen veldkorfbal, 2x (2011, 2015)
- Europacup kampioen zaalkorfbal, 5x (2012, 2015, 2017, 2018, 2019)
- Supercup kampioen veldkorfbal, 1x (2015)
- Beste Korfballer, 2x (2014, 2023)
- Topscoorder van de Korfbal League competitie, 2x (2017, 2021)
- Beste Debutant, 1x (2011)

## Trivia
- Bij TOP begon hij met rugnummer 8, maar veranderde dit in seizoen 2013-2014 naar nummer 24
- afgestudeerd gezondheidswetenschapper
- is sinds December 2022 de all-time topscorer van de Korfbal League aller tijden